# Antonín Mozr
Antonín Mozr (* 3. března 1943, Praha) je bývalý český volejbalista, který reprezentoval Československo. S jeho reprezentací se stal mistrem světa v roce 1966 a získal stříbrnou medaili na evropském šampionátu v roce 1967. Za národní tým nastupoval v letech 1963-1969. Hrál za kluby Dynamo Praha, RH Praha, SSF Bonn a Hamburger SV. S RH Praha získal v roce 1966 titul mistra Československa, s Bonnem se stal mistrem Západního Německa v roce 1974, s Hamburkem v roce 1976. Po skončení hráčské kariéry se věnoval trénování, v letech 1984-1986 vedl Hamburger SV a v roce 1985 s ním vyhrál západoněmeckou ligu. Do Německa odešel legálně roku 1969 přes Pragosport, nakonec se tam ale rozhodl zůstat trvale a tedy emigrovat. Jeho syn Petr Mozr se stal také volejbalistou, deset let hrál německou Bundesligu za Hamburger SV.